# 9 Близнецов
9 Близнецов (лат. 9 Geminorum), PX Близнецов (лат. PX Geminorum), HD 43384 — одиночная переменная звезда в созвездии Близнецов на расстоянии приблизительно 4 776 световых лет (около 1 465 парсеков) от Солнца. Видимая звёздная величина звезды — от +6,38 до +6,33m.

## Характеристики
9 Близнецов — бело-голубой сверхгигант, пульсирующая переменная звезда типа Альфы Лебедя спектрального класса B3Iab. Эффективная температура — около 14780 К.